# Karl Schwien
Karl Schwien (* 27. August 1894 in Seedorf, Kreis Segeberg; † 21. Oktober 1961 in Hannover) war ein deutscher Wasserbauingenieur, Brückenbau-Ingenieur und Baubeamter.

## Leben und Werk

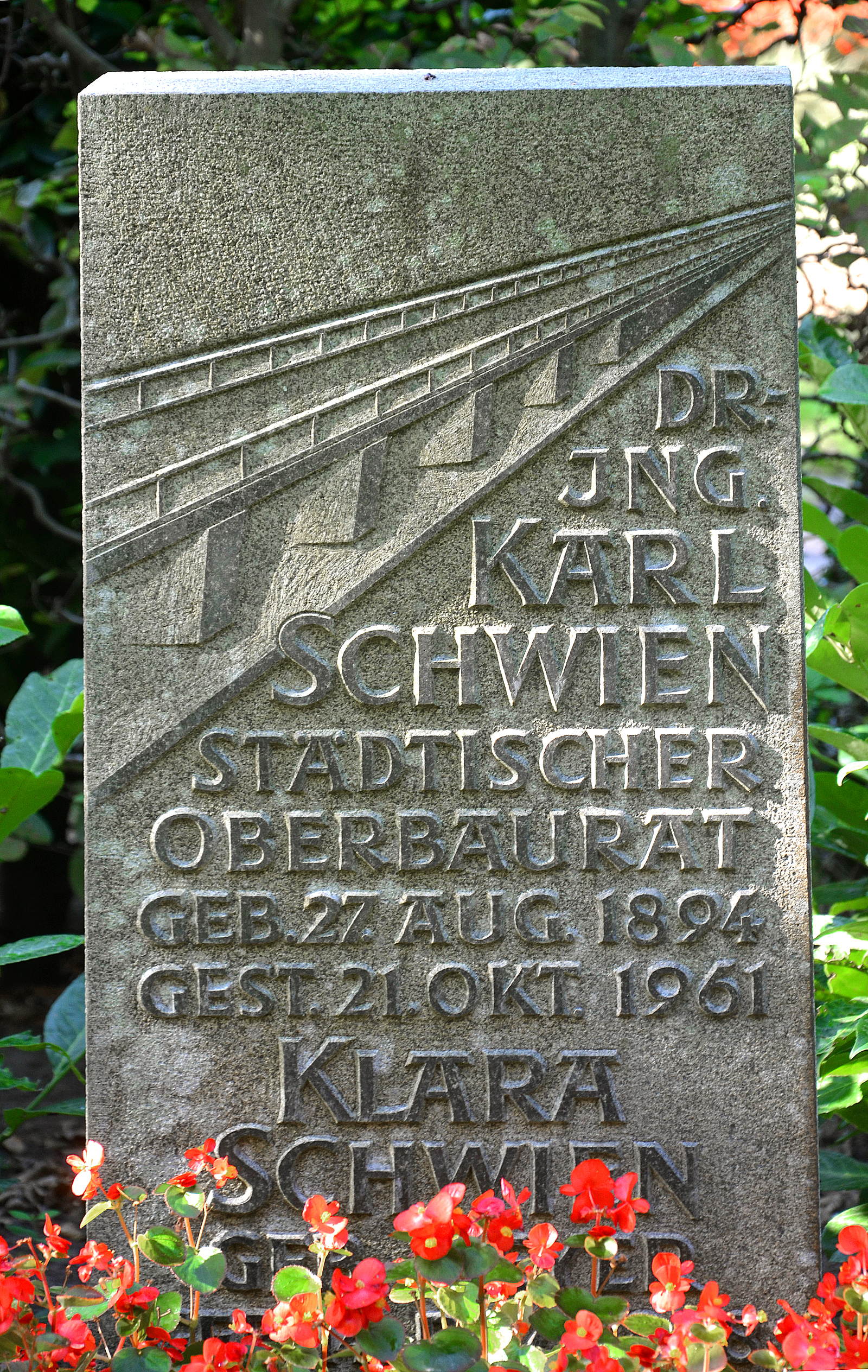
Stilisierte Brücke auf dem Grabstein für Karl und Klara Schwien auf dem Stadtfriedhof Engesohde

Karl Schwien wurde 1894 geboren, nach seinem Schulabschluss studierte er an der Straßenforschungsstelle der Technischen Hochschule Hannover unter Curt Risch, wo er 1932 seine Dissertation mit dem Titel Über die Ausbreitung von Erschütterungen vorlegte.
Schwien wurde zum Leiter der Wasser- und Brückenabteilung des Städtischen Tiefbauamts in Hannover ernannt. 1933 trat er der NSDAP bei.
Nach der Machtergreifung durch die Nationalsozialisten im Jahr 1933 und dem danach von Stadtbaurat Karl Elkart neu ausgearbeiteten Plan zum Bau des Maschsees und der Sicherstellung der Finanzierung durch Oberbürgermeister Arthur Menge erfolgte mit anfangs 100, später bis zu 1650 Arbeitslosen unter Leitung von Schwien ein zügiger Ausbau des Maschsees. Zur Beschäftigung möglichst vieler Arbeitsloser setzte Schwien nur dort Maschinen wie etwa Bagger oder Förderbänder ein, wo es sich nicht vermeiden ließ.
Ebenfalls in den 1930er Jahren errichtete Karl Schwien die Ihmebrücken I und II über die Ihme, die zwischen der Calenberger Neustadt und dem Stadtteil Linden-Süd später benannte Legionsbrücke sowie die Stadionbrücke.

## Ehrungen
Posthum wurde die 1963 errichtete Schwienbrücke über die Leine in der Südstadt von Hannover nach Schwien benannt.

## Schriften (Auswahl)
- Über die Ausbreitung von Erschütterungen.  (= Mitteilungen aus dem Forschungsinstitut von Professor Doktor Ingenieure C. Risch, Technische Hochschule Hannover, Heft 1) Hannover [W. Welfengarten 1] : [Straßenforschungsstelle ...], Noske, Borna bei Leipzig 1932.
- Flussregelungen und Brückenbauten in Hannover, Teil C, Die Ihmebrücken. In: Die Bautechnik, Fachschrift für das gesamte Bauingenieurwesen, 17. Jahrgang 1939, Heft 42 (vom 29. September 1939), S. 561–564. (als PDF-Dokument mit Bau-Zeichnungen und historischen Fotografien)